# Terzi di Sissa

## Origini
La famiglia dei Terzi di Sissa, oggi rappresentata dai Rangone Terzi di Reggio Emilia e da Gianfranco Marazzani Visconti Terzi di Piacenza, come quella dei Terzi di Parma trova la sua origine (con ascendenza patrilineare), in quella più antica dei da Cornazzano, vassalli dei Canossa, cui rimasero fedeli sino alla morte di Matilde nel 1115 per passare poi al servizio dell’impero (e prima, legati brevemente, alla chiesa di Parma). I da Cornazzano Terzi di Sissa, come i cugini di Parma, discendevano da Gherardo (I) Terzi, o Gerardo Tercius, ovvero Bernardo da Cornazzano che ebbe per figlio Guido (I) Tercius.
Guido di Gherardo fu il padre di Filippo, o Filippone, e di Guido (II) de Tertiis intestatari del diploma dell’imperatore Ludovico il Bavaro, sigillato a Norimberga il 7 dicembre 1329, con il quale venivano concesse ai due fratelli esenzioni e privilegi per le terre loro assegnate tra Sissa e Torricella, alla foce del Taro. Nel diploma imperiale Filippo e Guido (II) portano entrambi il cognome de Tertiis. Federico II di Svevia, nel 1247, aveva già investito i Terzi da Cornazzano conti di Tizzano Val Parma e di Belvedere e di altre terre nel Parmigiano.
Guido (II), o Guidone de Tertiis, fu il padre di Giovanna; di Ghirardino (I), di Niccolò Terzi il Vecchio, conte di Tizzano e Castelnuovo dei Terzi, oggi Castelnuovo Fogliani;  e di Giberto (I), che fu quindi il capostipite del ramo dei Terzi di Sissa. 
Ghirardino (I), condottiero al soldo di Bernabò Visconti, nel 1362 ottenne in proprietà, col vincolo di restaurarla e fortificarla, la torre di guardia sul Po, Torricella, in precedenza appartenuta al capitolo del duomo di Parma. Ghirardino ebbe una discendenza distinta da quella dei Sissa.
A Giberto e ai suoi discendenti, nel 1386, Gian Galeazzo Visconti concesse privilegi ed esenzioni per Sissa e Trecasali. 
Nella primavera del 1409, il lunedì di Pasqua, in un agguato teso con la complicità di Niccolò III d'Este, venne assassinato da Muzio Attendolo Sforza, a Rubiera, nel modenese,  il condottiero Ottobuono de' Terzi, signore di Parma e Reggio. Nei mesi seguenti finirono uccisi anche i fratelli d'Ottobuono, Jacopo o Giacomo Terzi e Giovanni, tutti figli di Niccolò Terzi il Vecchio. Nella sequela di battaglie, assedi e scontri che si accesero dopo quei tragici avvenimenti, i Sissa si schierarono prontamente con l'Estense, affiancando le forze prevalenti in campo, ostili ai Terzi di Parma. Il 6 luglio 1409, Giberto e Antonio Terzi "vedendo ogni loro cosa andare in sinistro, venuti a Porta S. Croce, conchiusero un accordo coll'Estense". Nei decenni seguenti, il ramo parmense risorse con il celebre Niccolò de' Terzi, il Guerriero, figlio naturale legittimato d'Ottobuono, strenuo capitano d'armi, consigliere e diplomatico del duca Filippo Maria Visconti, che seppe riguadagnare parte dei feudi perduti nel 1409, e fra questi Colorno e Guardasone, conservandoli sino al 1449, quando, morto il Visconti, prese il potere nel Ducato di Milano il condottiero Francesco Sforza, figlio del Muzio assassino di Ottobuono.

## Storia di Sissa

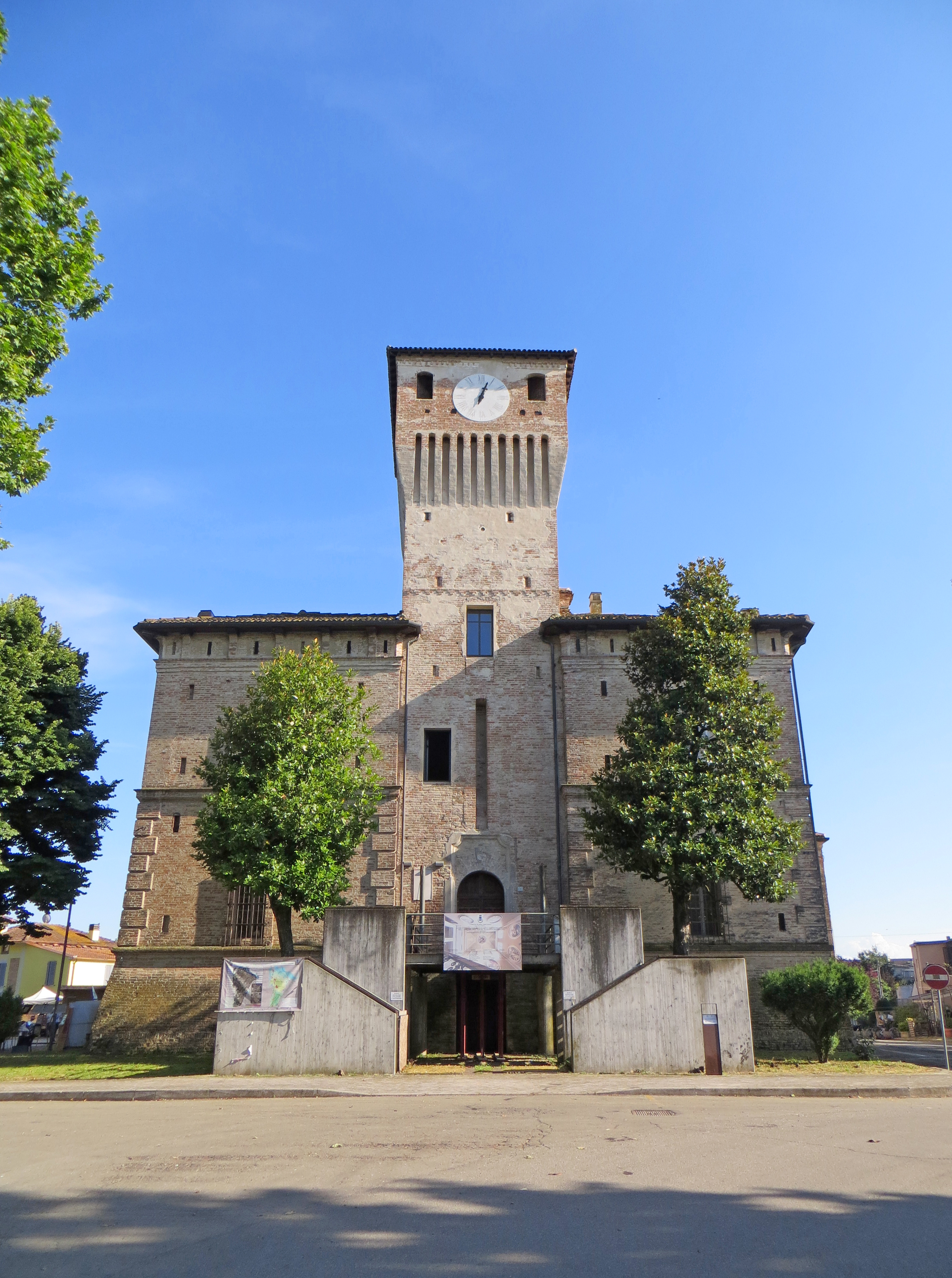
La rocca dei Terzi di Sissa

Giberto, capostipite dei Sissa, morì nel 1413, anno in cui era stato infeudato quale conte, lasciando due figli: Antonio e Guido (II), capitani d'armi. Antonio Terzi, che non ebbe discendenza, fu condottiero tra i più valorosi agli stipendi dei Visconti. Ai fastosi funerali di Gian Galeazzo, celebrati nel 1402, era tra gli otto nobili lombardi, guardia d'onore prescelta che recò a spalla il feretro del defunto duca di Milano. 
Guido (II), l’otto giugno 1413, morto il padre Giberto, fu inscritto quale signore di Sissa nel registro delle investiture feudali del Ducato di Milano. Ebbe due figli: Costanza, e Giberto (II). Questi fu il padre di Guido (III), di Niccolò e di Giberto (III). 
Nel 1422, Sissa era stata occupata dalle milizie della Repubblica di Venezia, alleata dei Terzi di Parma, in guerra col duca di Milano, di cui erano invece alleati i Terzi di Sissa. I Veneziani già possedevano anche il fortissimo castello di Torricella, il cui porto, sito fra il Po e il Taro, rivestiva una fondamentale importanza strategica assicurando i collegamenti fluviali con la Lombardia fino a Milano.
Il 16 marzo 1427 la rocca di Torricella, già possesso dei Terzi, ma allora occupata dai Veneziani, subì gli assalti di Niccolò Piccinino inviato da Filippo Maria Visconti al comando di mille militi forniti da Orlando Pallavicino, Pier Maria I de' Rossi, conte di San Secondo e Giberto Sanvitale. Il 23 marzo Torricella si arrese al Piccinino.
La rocca di Sissa, sottoposta a continui assalti, subì danni ingenti. I Veneziani conclusero che era troppo dispendioso mantenervi un presidio e che quella postazione era indifendibile. Demolirono quindi la rocca preservandone soltanto il maschio, la torre principale, e restituirono quanto restava del borgo, assieme a Torricella, a Guido Terzi. Questi fu allora nominato "governatore del castello di Sissa".
La ricostruzione della rocca con strutture assai meno poderose rispetto alle originarie, fu avviata dopo il 22 ottobre 1440, quando il duca di Milano, investì del feudo di Sissa e delle ville dipendenti, ai fratelli Giberto (III), Niccolò e Guido (III) Terzi, che si erano conquistata l’amicizia dei Visconti “i quali spontanei e con grave propria incommodità sovvenuto aveanlo di ragguardevole somma di pecunia”. 
Con queste concessioni ducali, che ebbero vigore dal 21 di novembre 1440, fu deciso anche il distacco da Parma delle giurisdizioni di Sissa, Borgonovo sotto l'argine, Casal Foschino, Sala e San Nazaro. Alla cerimonia d’investitura era presente Guido (II)che prestò giuramento anche a nome dei fratelli.
Il 3 novembre 1440 i fratelli Beltramino e Gherardino (II), capitani di Filippo Maria Visconti, furono premiati con l’assegnazione in feudo del castello di Torricella e delle ville di Gramignazzo, Coltaro, Trecasali, Palasone, le case di Barcolo dalla Fossa e Rigosa..
Il 27 di novembre 1441, il duca di Milano assegnò a Giberto (III) e Guido (II) di Sissa le nuove terre di Belvedere, Vezzano, Moragnano, Lalatta, Fontanafredda, Triviglio ed Antignola, tolte alla giurisdizione di Parma. Erano ricompensa per la loro dedizione, ma altresì corrispettivo della loro generosità verso il Visconti..
Il 17 giugno 1450, da Lodi, il duca di Milano Francesco Sforza eresse in contea le terre di Belvedere e di Sissa con le ville annesse. Nominava conti Guido Terzi e i suoi discendenti, maschi e legittimi.
Per conferire piena dignità al feudo fu conferito ai Terzi uno stemma: un cane bianco sopra un monte con una palma nella zampa destra e un cartiglio col motto Tibi soli.
Agli inizi del 1459, moriva Guido Terzi.  In quello stesso anno, il 28 di dicembre, Apollonio Terzi, vi fondò nella chiesa di Nostra Signora una confraternita di uomini e di donne.
Nel 1466 Gentile Simonetta, nipote di Francesco Cicco Simonetta, primo segretario di Francesco e Galeazzo Maria Sforza, fu insediato quale cofeudatario assieme ai Terzi, col titolo di conte di Torricella
Nel 1467, con atto rogato il 26 marzo, i duchi di Milano Galeazzo Maria Sforza e Bianca Maria Visconti rinnovarono l'investitura di Belvedere e Sissa a Lodovico Terzi, figlio di Giberto, e ai suoi familiari e di nuovo nel 1495. Due mesi più tardi, il 6 luglio 1495,  Francesco e Luca Terzi, figli di Lodovico, cadevano combattendo alla battaglia di Fornovo. e l'investitura fu ancora rinnovata nel 1497 da Ludovico il Moro a favore di Giampietro Terzi, figlio di Francesco, che morì assassinato nel 1516.
Nel 1551, i Terzi, si schierarono nella "guerra di Parma" con la parte guelfa, alleata alla Francia contro gli imperiali e la Spagna. Il 12 giugno, nonostante il sostegno del duca Ottavio Farnese, il castello di Sissa posto sotto l'assedio delle forze di parte imperiale, guidate dal conte Troilo Rossi, fu espugnata e saccheggiata. I Terzi lo riebbero solo l'anno successivo, quasi diroccato.
Nel 1625 il conte Luigi Terzi cedette il feudo di Sissa a Ludovico Terzi
L'ultimo conte di Sissa e Belvedere della famiglia Terzi fu Francesco Maria Terzi. Avendo avuto dalla moglie Anna Maria Sanvitale, marchesa di Belforte, Dama dell'Ordine della Croce Stellata, (figlia del conte Luigi III Sanvitale di Fontanellato, + nel 1753, già sposato dal 1697 a Corona Avogadro, Contessa del Sacro Romano Impero) e Dama della duchessa Enrichetta d'Este, solo due figlie, con la sua morte, il 17 dicembre del 1758 la famiglia si estinse in quanto ai maschi. Il marchese Bonifacio II Rangoni di Modena, che aveva sposato la figlia maggiore Corona.
La seconda figlia, Costanza, al conte Antonio Camillo Marazzani Visconti, conte di Paderna e di Villa del Riglio, signore di Montanaro, signore di Valconasso, signore di Castelnuovo Marazzani (oggi Valtidone) e di Fabiano, patrizio di Piacenza, iscritto, come "Magnifico", nella "Classe Landi", al "Consilium Generale" della città di Piacenza.
Nel contratto nuziale conservato nell'Archivio di Stato di Piacenza (Fondo Marazzani Visconti) Costanza Terzi porta i titoli di contessa del Sacro Romano Impero e di Kolinitz: i Terzi erano anche conti di Sissa e di Belvedere, Marchesi di Contignaco (titolo e feudo portato in dote da donna Anna Maria Farnese dei duchi di Latera).
La contessa Costanza Terzi morì in Piacenza il 19 Febbraio 1803 e fu sepolta nella Basilica di Sant'Antonino dove si trova una lapide commemorativa.
Da questo secondo matrimonio nacque, tra gli altri, Giovanni Francesco Marazzani Visconti, creato cardinale "in pectore" nel 1826, pubblicato nel 1829, ma non ricevette mai il titolo, e il primogenito, Il conte Pietro Marazzani Terzi, come risulta su di una lapide commemorativa del 1812, nella parrocchiale di Sissa, era sposato dal 1778 alla marchesa, N. D., donna Enrichetta Meli Lupi dei principi del Sacro Romano Impero e di Soragna, Patrizia Veneta, fu il primo Marazzani a sostituire il cognome Visconti con quello Terzi. Suo figlio Melchiorre V portò il cognome Marazzani Terzi Visconti, come risulta, nel 1809, dalla partecipazione alle Sue nozze con Livia Anguissola Douglas Scotti dei Marchesi di Grazzano [figlia di Ranuzio Anguissola Douglas Scotti, Marchese di Grazzano,ecc. (Conte e Senatore dell'Impero di Francia dal 1809) e della Contessa Bianca Stampa, dei Marchesi di Soncino, figlia di Livia Doria Landi Pamphilj Sforza Visconti, discendente dai Principi di Melfi e Marchesi di Caravaggio]. Francesco Gherardo, nipote di Pietro Marazzani Terzi (morto nel 1820), ripristinò il cognome Marazzani Visconti Terzi, (assieme alla zia paterna Amalia Marazzani Visconti Terzi) ed è quadrisnonno, in linea maschile diretta, di Gianfranco Marazzani Visconti Terzi, attuale capo della famiglia Marazzani Visconti Terzi, ed erede, in primogenitura, di Francesco Maria Terzi,(morto nel 1758),Conte del Sacro Romano Impero, Conte di Sissa,ecc.
Il marchese Bonifacio Rangoni, aggiunse al proprio il cognome della consorte, dando origine ai Rangoni Terzi, che mantennero il possesso della contea fino all'abolizione dei diritti feudali decretata da Napoleone nel 1805. La rocca di Sissa fu venduta intorno alla metà del XIX secolo alla famiglia Raimondi. divenendo in seguito sede dell'amministrazione comunale di Sissa  (dal 2014 Sissa - Trecasali).

## Arma
Blasone dei Terzi di Sissa,
- arma antica: menzionata dallo storico Bonaventura Angeli (*1525 e + dopo 1591), nell'opera, in 8 volumi, "Historia della città di Parma", realizzata nel 1591, stemma affrescato su di una parete del castello di San Secondo parmense: "tre corni (da caccia al naturale),  Il campo non è indicato, ma generalmente, il campo antico è "d'argento". Il castello di San Secondo fú un antico feudo dei da Cornazzano poi Terzi di Sissa.
- arma del 1460, circa, raffigurata nello "stemmario Trivulziano": "troncato d'argento e di rosso".
- arma del '500: "troncato d'argento e di rosso con a capo l'aquila bicipite di nero coronata dello stesso".
- arma del '600, ultima:

"D'oro, all'aquila bicipite di nero, coronata dello stesso, con una fascia abbassata di rosso".
- (Blasone, mai usato, annesso all'investitura di Francesco Sforza Visconti, IV duca di Milano: "un cane bianco su di un monte, con una palma nella zampa destra, ed un cartiglio colle parole Tibi soli, posti su campo celeste e campo verde, connessi con tre diamanti.”)